# Ron Bissett
Ronald « Ron » Bissett, né le 8 novembre 1931, à Vancouver, au Canada, est un ancien joueur canadien de basket-ball.